# خورخي مورينو
خورخي مورينو (بالإنجليزية: Jorge Moreno)‏ هو مغن مؤلف ومغني أمريكي، ولد في 23 أبريل 1975.

## وصلات خارجية
- خورخي مورينو على موقع ميوزك برينز (الإنجليزية)
- خورخي مورينو على موقع ديسكوغز (الإنجليزية)